# Battaglia di Cassano d'Adda (1259)
La battaglia di Cassano d'Adda è stata una battaglia che ebbe luogo il 16 settembre 1259 a Cassano d'Adda, nel corso della guerra che coinvolse Guelfi e Ghibellini.

## Storia
Il signore della Marca veronese Ezzelino III da Romano, accusato di eresia, nel 1254 fu scomunicato da papa Innocenzo IV  che vedeva in lui un grande ostacolo alla propria politica anti imperiale. 

Nel 1256 Azzo VII d'Este, signore guelfo di Ferrara e fedele al papato, si incaricò di condurre contro Ezzelino una crociata  cui parteciparono Bologna, Mantova e successivamente Cremona. La conquista di Brescia del 1 settembre 1258 da parte di Ezzelino fu determinante nel far emergere la rivalità latente con Oberto II Pallavicino e Buoso da Dovara. Il primo infatti appoggiava una venuta in Italia di Alfonso X di Castiglia, proclamato imperatore dagli Svevi, il secondo era fedele a Manfredi di Sicilia, figlio di Federico II morto nel 1250. L'11 giugno 1259 i due si unirono alla causa guelfa mentre i ghibellini milanesi, espulsi dalla città dai Della Torre, invitavano Ezzelino a impossessarsene.

### Battaglia

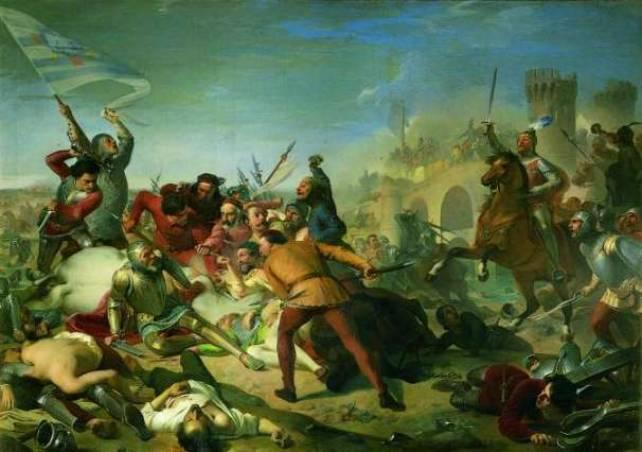
Adeodato Malatesta, La disfatta di Ezzelino da Romano, 1856

Nell'agosto del 1259, Ezzelino III da Romano aveva posto l'assedio a Orzinuovi, l'unica cittadina del bresciano che ancora opponeva resistenza. La lega guelfa, composta dai cremonesi guidati da Oberto II Pallavicino e Buoso da Dovara, dai milanesi di Martino della Torre e dai ferraresi e mantovani al comando di Azzo VII d'Este, si mosse in direzione del fiume Adda con l'obiettivo di coglierlo di sorpresa e sollevare la cittadina dall'assedio. Ezzelino, appresi i movimenti dei guelfi, tolse l'assedio a Orzinuovi, inviò la fanteria a presidio di Brescia e mosse con 8 000 cavalieri verso l'Adda, per tentare di impadronirsi di Milano. Passò l'Oglio presso Palazzolo, guadò l'Adda a Vaprio puntando verso Milano ma fu respinto da un piccolo drappello di milanesi guidati da Martino della Torre. Decise allora di attaccare Monza ma la città oppose resistenza e così si vide costretto a ritirarsi verso Vimercate di cui saccheggiò e devastò le campagne. Incendiò Trezzo e puntò il ponte di Cassano per garantirsi una via di fuga. Fu qui, il 16 settembre 1259, che incontrò l'esercito guelfo che ne aveva appena preso possesso. Ezzelino cercò di forzare senza successo la guarnigione a difesa del ponte di Cassano, poi risalì il fiume guadandolo a Vaprio. Secondo il Mazzi, Ezzelino tentò di guadare il fiume una terza volta presso Blancanuca, località non più esistente. Era ormai riuscito a portare sulla riva sinistra quasi tutto il suo esercito quando le forze di Azzo VII d'Este piombarono su di lui, sconfiggendolo, ferendolo con una freccia a un piede e costringendolo a una fuga tra i fitti boschi che bordeggiano il fiume. Dopo poche miglia fu circondato da un manipolo di uomini, disarcionato da cavallo da un possente colpo di mazza, si dice da parte di Antelmo da Cova, e venne catturato da Buoso da Dovara. Ferito al piede, venne portato a Soncino dove morì il 1 ottobre per le ferite riportate senza riconciliarsi con la Chiesa. Fu seppellito secondo alcuni sotto il castello della cittadina, secondo altri nella chiesa di San Francesco.